# بازگشت به جزیره اسرارآمیز
بازگشت به جزیره اسرارآمیز یک بازی ماجراجویی بر پایه رمان جزیره اسرارآمیز ژول ورن برای مایکروسافت ویندوز و اپل مکینتاش می‌باشد. بازی در سال ۲۰۰۴ (میلادی) برای مایکروسافت ویندوز و پس از بروزرسانی در سال ۲۰۰۸ برای مک اواس ده منتشر شد. این بازی بوسیله Kheops Studio توسعه داده و بوسیله The Adventure Company منتشر شد.